# Inmigración británica en Colombia
La inmigración británica en Colombia se refiere al movimiento migratorio del Reino Unido a Colombia. Es importante destacar que la presencia británica en el país no fue numerosa, ya que la mayor la inmigración británica se concentró principalmente en Chile y en segundo lugar Argentina, y hoy existe una pequeña comunidad de ascendencia británica en el país. Ejemplos de ascendencia británica son el escritor Jorge Isaacs, de ascendencia judía inglesa, o James Martin Eder, pionero de la industria del azúcar en Colombia.

## Historia
Los primeros exploradores británicos en llegar al territorio colombiano fueron Francis Drake y John Hawkins. Su primer asentamiento fue en el puerto de Cartagena, pero su viaje con sus barcos no tuvo éxito con la corona española en el siglo XVI.
En 1816, Luis López Méndez recluto en Londres unos 5,000 soldados voluntarios veteranos de las guerras napoleónicas para participar en la guerra de indepencia hispanoamericana, algunos de los cuales participaron en la liberación del territorio colombiano actual. Eran conocidos como la Legión Británica, hombres que formaban parte de los ejércitos de Simón Bolívar. Los préstamos originados en el Reino Unido fueron la principal fuente de financiamiento para Colombia hasta 1920. En 1822, Francisco Antonio Zea, el primer vicepresidente de Colombia, habló con los británicos Herrings, Graham y Powles fueron los créditos de dos millones de libras esterlinas para ayudar El establecimiento de la joven república.
En 1835, la casa de administración estaba en pie gracias a las contribuciones de los miembros de la comunidad británica en Colombia. Los primeros registros británicos de 1830 pertenecieron a William Duffin, quien murió el 4 de junio.
Muchos políticos habían sugerido que no era una gran situación para los inmigrantes británicos en Colombia. Matthew Brown, profesor de historia latinoamericana en la Universidad de Bristol en el Reino Unido, declaró que fue a Colombia con una deuda sobrecargada de sus orígenes.
Como la investigación fue dirigida por Francisco, fue enterrado en la abadía de la ciudad inglesa de Bath, donde murió el mismo año en que obtuvo el préstamo que acompaña su nombre.

## Instituciones
- Colegio Anglo Colombiano
- Corporación Educativa de la Escuela Británica de Cartagena
- Colegio Gran Bretaña
- Escuela Británica Montessori

## Descendientes notables
- Maria Luisa Calle Williams - ciclista profesional de carreras
- Mario Eduardo Dorsonville - obispo de la iglesia católica
- Maurice Armitage - empresario, político y filántropo
- Radamel Falcao - jugador de fútbol
- Jorge Reynolds Pombo - electricidad y bioingeniería
- Gilberto Vieira - político colombiano
- Herbert King - actor colombiano
- Álvaro Lemmon - humorista
- Leon J. Meek - abogado y funcionario público
- Jaime Bateman
- Soledad Acosta - escritor y periodista
- Daniel Raisbeck - historiador y excandidato a la Alcaldía Mayor de Bogotá
- Enrique Corradine Wiesner - Empresario
- Esteman - Cantante y compositor